# Xenosaurus
Xenosaurus – rodzaj jaszczurek z rodziny guzowcowatych (Xenosauridae).

## Zasięg występowania
Rodzaj obejmuje gatunki występujące w Meksyku i Gwatemali.

## Systematyka

### Etymologia
Xenosaurus: gr. ξενος xenos „obcy, nieznajomy”; σαυρος sauros „jaszczurka”.

### Podział systematyczny
Do rodzaju należą następujące gatunki:
- Xenosaurus agrenon King & Thompson, 1968
- Xenosaurus arboreus Lynch & Smith, 1965
- Xenosaurus fractus Nieto-Montes de Oca, Sánchez-Vega & Durán-Fuentes, 2018
- Xenosaurus grandis (Gray, 1856)
- Xenosaurus manipulus Nieto-Montes de Oca, Castresana-Villanueva, Canseco-Márquez & Campbell, 2022
- Xenosaurus mendozai Nieto-Montes de Oca, García-Vázquez, Zúñiga-Vega & Schmidt-Ballardo, 2013
- Xenosaurus newmanorum Taylor, 1949
- Xenosaurus penai Pérez-Ramos, De la Riva & Campbell, 2000
- Xenosaurus phalaroanthereon Nieto-Montes de Oca, Campbell & Flores-Villela, 2001
- Xenosaurus platyceps King & Thompson, 1968
- Xenosaurus rackhami Stuart, 1941
- Xenosaurus rectocollaris Smith & Iverson, 1993
- Xenosaurus sanmartinensis Werler & Shannon, 1961
- Xenosaurus tzacualtipantecus Woolrich-Piña & Smith, 2012